# Latinerkvarter
 For alternative betydninger, se Latinerkvarter (flertydig). (Se også artikler, som begynder med Latinerkvarter)
Latinerkvarter eller Latinerkvarteret betegner fra gammel tid området omkring et universitet, hvor de latinkyndige studenter dominerede gadebilledet. Selv om brugen af latin er gået meget tilbage, så anvendes betegnelsen stadig for bydelene omkring universiteter, som findes i mange gamle universitetsbyer. Et af de mest kendte er Quartier Latin i Paris.
| Geografi/geologi | Spire Denne artikel om geografi er en spire som bør udbygges. Du er velkommen til at hjælpe Wikipedia ved at udvide den. |